# Marcus Titinius (magister equitum)
Marcus C. f. C. n. Titinius was de magister equitum van de dictator Gaius Iunius Bubulcus in 302 v.Chr.
Hij zou als magister equitum Gaius Iunius Bubulcus helpen bij het verslaan van de Aequi. De gens Titinia, van plebejische afkomst, wordt weliswaar vermeld in de tijd van de decemviri legibus scribundis, maar geen van haar leden zou ooit de rang van consul weten te bereiken.

## Noot
1. ↑  Livius, Ab Urbe condita X 1.8-9 (Cum M. Titinio magistro equitum profectus primo congressu Aequos subegit ac die octavo triumphans in urbem cum redisset aedem Salutis, quam consul voverat censor locaverat, dictator dedicavit.); Fasti Capitolini ([C(aius) Iunius C(ai) f(ilius) C(ai)] n(epos) Bubulcus Bru[tus dict(ator)] / [M(arcus) Titinius] C(ai) f(ilius) C(ai) [n(epos) mag(ister) eq(uitum)] / [rei gerund(ae) causa]).

## Referentie
- Dit artikel of een eerdere versie ervan is een (gedeeltelijke) vertaling van het artikel Marco_Titinio op de Spaanstalige Wikipedia, dat onder de licentie Creative Commons Naamsvermelding/Gelijk delen valt. Zie de bewerkingsgeschiedenis aldaar.